# 官業
官業（かんぎょう）とは、政府あるいは地方公共団体が直営もしくは特殊法人や独立行政法人を介した形で経営する事業体のことを指す。公的部門とも言う。
官業の背景としては、営利を目的とする民業では十分な供給が困難である公共財の生産やサービスに関わるものや資金や技術などの問題から民業では直ちに事業化することが困難な新産業におけるモデルケースの立ち上げなどを目的としたもの、更に単純な政府の財政収入を補うための営利的な要素が含まれるものが挙げられる。
明治初期の殖産興業や日本最初の製鉄所であった八幡製鉄所が官営であったのは、当時の民業側にそれを行うだけのノウハウが十分に備わっていなかったことによる。また、鉄道はやや特殊な経緯を辿り、当初は同様の事情で官営で行われていたが、後に財政的な理由から日本鉄道や山陽鉄道などの民営が認められた。後にこうした大規模民営鉄道は鉄道国有化の対象となったが、これは軍事上の理由もあったものの、反面営利事業としても十分に期待できたことによる。実際に鉄道国有化後に輸送の効率化や料金の見直しなどが行われたとされている。第二次世界大戦後も政策金融機関による企業への低利融資や高速道路網構築のための日本道路公団、大規模住宅団地建設のための住宅都市整備公団などの特殊法人の設置は日本の経済発展に大きく貢献してきた。その一方でこうした官業が多額の補助金を支出を招いて財政を圧迫し、また官僚などの天下りの温床になった事実も否定できなかった。
だが、1980年代に入ると、財政再建問題をきっかけとして公社として実質上の官業扱いされてきた電信電話事業（電電公社）・幹線鉄道業（日本国有鉄道）・煙草等専売事業（専売公社）が相次いで民営化され、2000年代には小泉構造改革のもとで郵便事業（郵政公社）や高速道路事業（日本道路公団）の民営化も推進された。
今日の日本における政治・財政状況の元において、特殊法人・独立行政法人の改革は急務である一方で、これまで官業がその一端を担ってきた政府が本来提供すべき社会的安定や実質上の平等の確保の必要性の是非も含めた議論が必要とされている。